# Vad angyal
A Vad angyal (eredeti címén Muñeca brava) egy ismert argentin telenovella, amelyet a Telefe forgatott 1998 és 1999 között. A sorozat főszereplői Natalia Oreiro (Milagros Esposito) és Facundo Arana (Ivo Di Carlo). A telenovellát több mint 80 országban vetítették. Magyarországon a TV2 kereskedelmi csatorna sugározta először 2000. március 20. és 2001. november 15. között, majd pedig a Story TV ismételte. Az Izaura TV-n is volt adásban. A sorozat nagy részét Argentínában forgatták, de vettek fel jeleneteket Spanyolországban illetve Olaszországban is.

## Történet
|  | Alább a cselekmény részletei következnek! |

Milagros Esposito (becenevén Mili) gyönyörű, 18 éves fiatal lány. Gyermekkorában zárdában nevelkedett és apácák nevelték fel, mivel édesanyja nem sokkal a szülés után meghalt. Apját nem ismeri. Mivel nagykorú lett, munkát kell keresnie magának.
Mili egy kissé furcsa lány: napközben fiús öltözékben (ilyenkor Cholitónak becézik) rúgja a bőrt az árvaházi gyerekekkel, este pedig dögös felszerelésben táncol a diszkóban. Itt ismerkedik meg Ivo Di Carlóval, a gazdag fiúval. Kölcsönösen megtetszenek egymásnak, és flörtölni kezdenek, bár a lány nem veszi komolyan a fiút, mivel azt gondolja, többé nem találkoznak. Másnap ismét összefutnak; Mili épp limonádét árul, és ráköszön Ivóra, aki fiús öltözéke miatt nem ismer rá a lányra, így az ital a fiú pólóján landol.

Ivo és Mili

Aztán ismét összefutnak, ezúttal a Di Carlo család házában; Mili ugyanis itt kapott állást. Ezek után a két fiatal egy fedél alatt él. Hamarosan egymásba szeretnek, ám nem lehetnek felhőtlenül boldogok, ugyanis ott van Andrea, Ivo barátnője, aki nem akarja átengedni kedvesét egy jött-ment cselédnek, ráadásul a fiú anyja, Luisa sem nézi jó szemmel a kapcsolatot.
Mili viszont összebarátkozik néhány lakóval, például Ivo nagymamájával, Angélicával, aki hosszú ideje nem mozdult ki a szobájából, és kizárólag unokájával, Ivóval beszél. Mili azonban kizökkenti a melankóliából, és az öreg hölgy ismét eljár otthonról, és érdeklődni kezd a többi ember iránt. Ezenkívül Mili találkozik Ivo unokatestvérével, Pablóval is, aki tolószékbe kényszerült egy korábbi autóbalesete miatt. Pablo beleszeret a lányba, mivel az nagyon hasonlít a balesetben elhunyt menyasszonyára. Épp ezért keresi a társaságát, és le is festi őt. Később kiderül, hogy Pablo valójában csak kis ideig volt béna, később megjátszotta magát mások előtt, hogy apjának fájdalmat okozzon. Mivel álruhában rendszeresen kijárt a házból, egy alkalommal Mili rájött a titkára. Pablo hamarosan feleségül kéri Milit, aki végül bosszúból igent mond neki, mert Ivo régi barátnője, Pilar is feltűnik, akinek komoly szándékai vannak a fiúval.
Federico Di Carlo, a családfő azonban szinte sosincs otthon, mert a legfontosabb számára a cége és a politikai karrierje. Elhanyagolja feleségét, Luisát, aki bánatában a pohár után nyúl, fiával, Ivóval sem törődik, és édesanyját sem látogatja meg soha. Egyedül lányával, az elkényeztetett Victoriával jön ki. Azonban van egy régi titka, ami ha napvilágra kerülne, komolyan veszélyeztetné a karrierjét. Ez a titok pedig az, hogy van egy törvénytelen lánya. Hamarosan tudtára adják, hogy ez a lány nem más, mint Milagros, az édesanyja cselédje. Azonban ezt nem meri és nem is akarja bevallani a lánynak. Luisa viszont tudomására hozza Milagrosnak, hogy Federico az apja, hiszen így a lánynak szakítania kell Ivóval, aki a testvére. A két szerelmes pedig nem is sejti, hogy Ivo apja valójában nem Federico.

## Szereposztás

### Főszereplők
- Milagros Esposito/Milagros Esposito-Di Carlo de Miranda (Natalia Oreiro) : Ő a gyümölcse Federico Di Carlo és Rosario Avelleyra, a szobalány titkos kapcsolatának. Születésekor édesanyja egy kolostorba menekült, ahol 7 hónapos terhesen, november 27-én hozta világra Milit, majd végül belehalt a szülésbe. Legjobb barátnője Gloria Esposito volt, aki nem egészen 1 évvel fiatalabb nála. Mikor Mili betöltötte 2. életévét, a zárdában megjelent Manuel atya. Mivel fiúkkal nevelkedett a 2 lány, eléggé fiúsak lettek. Milagros a "Cholito", azaz "Öcskös" becenevet kapta a foci iránti szeretete miatt és mivel ezt a nevet használta Diego Simeone is. Ez vezetett oda is, hogy Ivo és barátja, Bobby fiúnak nézték, vagyis Carlitosnak. Megérkezik a Di Carlo család házába, mint komorna. A házban mindenki megvetéssel fogadta kivéve Ivót, Angélica asszonyt és Federicót, akinek közömbös volt a lány. Később Angélica meg szerette volna tanítani „igazi hölgyként” viselkedni. Sorozatbeli magyar hangja: Kiss Virág.
- Ivo Di Carlo/Ivo Di Carlo-Miranda Rapallo (Facundo Arana): A fő férfi karakter egy 25 éves fiatal mérnök, aki eddig, mint egy színjátékban élte életét. Anyja Luisa Rapallo mindig is titkolta, hogy Ivo valódi apja nem Federico, de úgy gondolta az idő majd közli. Ő egy kalandvágyó fiatal, aki teljesen megváltozik csakhogy Milagros elfogadja férjéül. Anyja mindig is harcolt Ivo és Mili kapcsolata ellen, így a sorozat közepén mikor összeházasodnának elmondja az igazat Mili-nek. Ő otthagyja Ivót az oltár előtt, mert úgy tudja a testvére. A csalódott fiatal ezért Florencia Rizzót veszi feleségül. Ez egy nagyon rövid házasság lesz, pár hónap múlva már be is adják a válópert. Ivo esküvőjén kiderül, hogy valójában Nestor Miranda az apja, ezért Mili nagyon megbánja tettét. Magyar hangja: Czvetkó Sándor.

### Di Carlo család
- Federico Di Carlo (Arturo Maly): Ő egy építési vállalkozó, aki erős és arrogáns. Ő a felelős alelnöke a Di Carlo Épületek nevű családi cégnek. Apja halála után édesanyja, Angélica a cég elnöke, akit Ivo szokott képviselni. Mielőtt feleségül vette Luisát, titkos kapcsolata volt Rosarióval, az egyik cselédlánnyal. Mikor kiderült, hogy az asszony várandós és Federico apja ennek nagyon nem örült elmenekült és megszülte Milagrost. Federico sosem kereste őket, anyja volt az, akit érdekelt kilétük. Apja kötelezte, hogy érdekből vegye el Luisa Rappallót, aki ugyancsak gazdag családból származott és a családi céget csak ezúton lehetett megmenteni. Így kiérdemelte Bernardo, a komornyik haragját, mert húgát sosem ismerte el nyilvánosan. Mikor Milagros megjelent elkezdett változni, teljesen kicserélődött egy kedves, szerethető emberré. Mivel kongresszusi képviselő volt, nem akarta elismerni Milit lányának és Ivónak elmondani az igazat. A sorozat utolsó epizódjában bejelentik feleségével, hogy a belvárosba költöznek és új életet kezdenek együtt. A sorozat közepén szeretője titkárnője, Andrea lett. Magyar hangja: Varga T. József.
- Luisa Rapallo de Di Carlo (Fernanda Mistral): A felesége Federico Di Carlónak, Ivo és Victoria anyja. Kissé felszínes asszony, eleinte csak a pénzt látja mindenben. Egy párizsi festőtől lett várandós, mert Párizsban tanult. Apja döntötte el, hogy feleségül megy Federicóhoz. Később kiderült valójában Néstor Mirandával kellett szakítania, mikor haza jött Európából. Nem elégedett az életével, mert férje nem szerelmes belé, gyermekei elhidegültek tőle. Ezért az alkoholba fojtja bánatát. Mindenáron meg akarja akadályozni fia kapcsolatát Milivel, akit főként azért utál, mert Federico lánya, de az is közrejátszik, hogy mély megvetést érez azok ellen, akik nem gazdagok. A sorozat utolsó részeiben elfogadja Milagrost és megígéri jó anyós próbál lenni. Magyar hangja: Kubik Anna.
- Victoria Di Carlo Rapallo (Verónica Vieyra): Ő az egyetlen közös gyermeke Federicónak és Luisának. Így féltestvére Ivónak, anyai ágon és féltestvére Milinek, apai ágon. Mivel Milagros és Ivo nem vér szerinti rokonok, így összeházasodhattak. Eleinte nem tudta Milit elfogadni testvéreként, de hamar sikerült. Beceneve Vicky, amit különösen utál a sorozat elején. Eléggé elkényeztetett, megszokta, hogy mindent megkap. Eleinte Bobby próbálta meghódítani a szívét, de Rocky-nak, a ház sofőrjének sikerült csak. Rocky-val később titokban össze is házasodtak, akit Victoria mindig Morgannak becézett egy film után. A történet elején hozzá akart menni Juan Cruz politikushoz, de kiderült, hogy a férfi családos. Magyar hangja: Törtei Tünde.
- Doña Angélica viuda de Di Carlo (Lydia Lamaison): Férjével sosem jöttek ki valami jól, főleg miután Angélica elmondta neki, hogy édesanyja cseléd volt. Miután megözvegyült és fia balkézről született gyermekét sem találta meg, bezárkózott a szobájába. Mikor fia személyes segítőként felvette hozzá Milagrost, teljesen megváltozott. Jókedvű lett, kijárt a szobájából 18 év után és kiderült milyen ravasz és humoros özvegyasszony. Segítője Bernardo Avelleyra a komornyik volt. Minden vagyonát Milire íratta, amiért a családja megharagudott rá. Milagros persze nem fogadta el a milliókat, de megígérte megkeresi az unokáját. Semelyikük nem vette észre, hogy a másikat keresi. Magyar hangja: Kassai Ilona.

### Luisa családja
- Damián Rapallo (Norberto Díaz): Luisa bátyja. Mivel húgát vette feleségül Federico, ő is bekerült a családi vállalkozásba és persze a családi házba. Szeretője Martha volt, az egyik házi komorna. Fia hosszú ideig haragudott rá, mert egy szerencsétlen baleset miatt megölte feleségét és fia menyasszonyát. Azon az estén ittas állapotban volt és állítása szerint azért, hogy el tudja mondani a fiának az igazságot. Ami az volt, hogy unokatestvérét Ivót és menyasszonyát csókolózni látta. Hihetetlenül mocskos ember volt, nagyon jó színészi képességekkel. Egyszer még Milit is megpróbálta megerőszakolni, de a lányt megmentette Federico. Magyar hangja: Háda János.
- Pablo Rapallo (Segundo Cernadas): Fiatal, tolószékbe került fiú volt. 2 éven keresztül volt tolószékes, ebből 1 évet csak játszott, közben kijárt otthonról. Segítője Bernardo volt. Sokáig haragudott Ivóra, a menyasszonyával, Veronicával történtek miatt. Később számtalan próbálkozása volt, hogy Milagros az övé legyen. Egyszer a lány bosszúból igent mondott neki, de Ivo elrabolta a templom előtt. Miután üldözte a menyasszonyi autót balesetet szenvedett és amnéziás lett. Andrea hazudozott neki a múltjáról, de mikor meglátta Milit, azt hitte még mindig együtt vannak. Ivo akkori barátnőjével, Pilarral ment el Barcelonába, de hamar hazatért. Miután feleségül vette egy híres és gazdag maffiózó lányát, Marinát, ő is be állt a gengszterek közé. Gyorsan ki is rakták a szervezetből, mert nem bizonyult elég keménynek. Született egy fia, Augustin. A történet utolsó epizódjaiban is Milibe volt szerelmes, de Marinával a házasságuk megjavítására törekedtek. Magyar hangja: Selmeczi Roland.

### Di Carlo család alkalmazottai
- Gloria Esposito (Gabriela Sari): Mili legjobb barátnője, együtt nőttek fel. Kevesebb, mint 1 évvel fiatalabb Milinél. Anyukája egy terítőbe csavarba hagyta az oltár előtt a templomban, néhány nappal születése után. Először kertészsegédként ment dolgozni a Di Carlo házba, később ő is cselédlány lett. Ott ismerkedett meg Chamucóval, aki a férje lett. Sokáig nem jöttek ki Linával, de megbarátkoztak. Egyik jó barátja lett Ivo is. Milagrosszal és Linával járták az utcákat, ahol pénzért árultak képeket és találtak ki egyéb pénzszerzési módszereket. Magyar hangja: Kisfalvi Krisztina.
- Adelina de Solo (Victoria Onetto): Mili legjobb barátnője Gloriával együtt, egy évvel idősebb Milinél, évek óta dolgozik Di Carlóéknál. 8 évesen anyja rábízta a nővérére, apját nem ismerte. Mindenki Linának szólítja. Cserfes komorna a Di Carlo házban. Először Bobbyba szeretett bele, majd Rockyba, végül Chamucóba, akin sokat veszekedtek Gloriával. De aztán Bobbyhoz ment feleségül, aki megcsalta, majd kibékültek. Édesanyja, Letícia és nagynénje, Gladys is szerepel pár rész erejéig a sorozatban. Sokáig azt hitte, hogy Ramón az apja. Magyar hangja: Kiss Eszter.
- Bernardo Avelleyra (Osvaldo Guidi): 40-es, erős karakterű, kicsit nyámnyila férfi. Több mint 20 éve dolgozik Di Carlóéknál, mint komornyik. Sokáig kereste unokahúgát és haragudott Federicóra és Luisára. Parancsolgatós típus, de minden alkalmazottal jóban volt. Évekig volt szerelmes Marthába, mire a lány is elfogadta. 2000. januárjára tűzték ki az esküvőt, miután Ramón és Socorro hazatért a nászútjukról. Magyar hangja: Végh Péter.
- Martha Rodríguez (Valeria Lorca): A Di Carlo háznál cselédlány. Jó pár évvel idősebb még Linánál is, így épp ideje volt a családalapításnak. Egy időben Damián szeretője volt, de Ő csúnyán átverte. Szerelmes lett belé a családos Ripetti is, de Őt elhajtotta. Végül Bernardo lett a párja. Eléggé kényes, nagyképű lány volt, majd a sorozat vége felé egy kedves és értelmes nő lett belőle. Beceneve: Martita, azaz Mártácska. Magyar hangja: Németh Kriszta.
- Amparo Rodríguez de García (Silvia Baylé): A többiek Soccorronak hívják vagy Soccorritónak. Rovott múltját és Martha igazi apját sosem árulta el senkinek, kivéve Ramónt és Bernardót. Damián különös módon tudott róla. Egy visszahúzódó 40-es asszony, Martha anyja. Sokáig tartott, míg beadta a derekát Ramónnak. Remek szakácsnő a Di Carlo családnál. A sorozat végén derül ki, hogy újra gyermeket vár, a kis Ramossítót. Magyar hangja: Zsurzs Kati.
- Ramón García Parapuchino (Gino Renni): Kertész Di Carlóéknál. Évek óta dolgozik itt és azóta csapja a szelet Socorrónak, vagy ahogy ő hívja: Socónak. Édesanyja olasz, apja spanyol származású. Korán eljött otthonról dolgozni. Egyszer már majdnem megházasodott Lina édesanyjával, Letíciával de a nő egy másik férfit választott. Lina „pótapja”. Csak egy nagynénje él már. Magyar hangja: Németh Gábor.
- Rocky (Marcelo Mazzarello): Victoria sofőrje, évek óta szerelmes Victoriába. Vicky a Morgan becenevet adta neki egy híres film, a Miss Daisy sofőrje után. Ezt a filmet Rocky megnézte és úgy kezdett viselkedni, mint a főszereplő. Mindig Sylvester Stallone-hoz hasonlítja magát, jobban mondva az általa megformált Rockyhoz. Miután Victoria Párizsba megy divattervezőnek tanulni az egyetemre, Rocky is utána megy. Megnyertek egy táncversenyt is együtt, így elutazhattak az Iguazú-vízeséshez. Vickyvel egyszer már elváltak, mert Federico nagyon ellenezte a kapcsolatot és egy csapdát eszelt ki, Victoria így azt hitte Rocky megcsalta. Családjáról nem sokat tudni, csak hogy árvaházban nevelkedett és egy nagybácsikája él Amerikában. Magyar hangja: Fazekas István.
- Carlos (Sebastián Miranda): Becenevén Chamuco. Egy messzi kisvárosból jött a fővárosba. Beleszeret Gloriába és miután Gloria teherbe esik elkezd extra munkákat vállalni. Egyszerre taxizik, ételt hord a Di Carlo házba az áruházból, a diszkóban is dolgozik és gyűjtöget a gyerekre, esküvőre és lakásra. Sajnos Gloria elvetél, de csak a taxizást hagyja ott. Dolgozott Rocky és Ramón összes boltjában: Táncoló kolbászkák, Vidám nudlik és a diszkó bemondójaként is. Egyszer Damián úr hot-dog büféjében tevékenykedett. Annyi kiderült róla, hogy nagycsaládból származik, szülei élnek és egyik testvére a nővére. Magyar hangja: Dévai Balázs.
- José Simal (Gogó Andreu): Általában Don Pepének hívják. Színész és autóversenyző volt. Több híres színésznővel is együtt játszott. Volt egy autójavító boltja, ahová Rocky-t és Ramón-t vette fel, miután kirúgták őket. Szerelmes lett Angelica asszonyba, akiért Sergio Costával és Armandóval is versenyzett kegyeiért. Együtt kártyáztak és együtt jártak táncolni. Később Ramónnak volt a kertészsegédje. Kissé nagyothalló, vagyis inkább azt hallja meg amit szeretne. Vannak gyermekei és unokái, felesége meghalt. Kevéske nyugdíjából és fizetéséből él. Saját lakása is van, amit felajánlott Ramónéknak és Chamucóéknak is baj esetére. Magyar hangja: Gruber Hugó.

### Mellékszereplők
- Alfredo Luis Solo (Pablo Novak): Ismeretlen okokból mindenki Bobby-nak szólítja. A legvalószínűbb, hogy édesapjának, a híres pszichológus és befektetőnek is ez a neve. Vagyis megkülönböztetés céljából. Egészen kicsi koruk óta ismerik egymást Ivóval, mindig is jó barátok voltak. Az kommunikáció szakon végzett. Nagy csajozó hírében áll, bár Ivót nem előzi meg. Szülei a történet elején válnak el. Teljesen beleszeret Victoriába, majd mikor ő Rockyhoz megy feleségül Linánál vigasztalódik. Nem csak a valóságban, a sorozatban is hallhatjuk énekelni. Nővére Melani, aki nem szerepelt a sorozatban, csupán említették. Magyar hangja: Dózsa Zoltán.
- Gamúza (Brain Caruso): Mili barátja. A lány segített neki pénzt keresni, mert alkoholista apja, Fransisco rendszeresen verte és elvette tőle a pénzét. Általában „Kölyöknek” szólítják. (Esetleg Porrongy vagy Törülköző.) A sorozat közepén derül ki, hogy valójában Gloria öccse, mert apjuk közös. Gloria anyukája, Lydia miután összeházasodik Kölyök apjával fiaként neveli őt. Magyar hangja: Czető Roland
- Manuel Miranda (Humberto Serrano): Manuel atya. Mikor Milagros 2 éves volt, akkor jött a kolostorba. Ő nevelte fel őket, az apácák segítségével. Szívműtétje is volt, ekkor mindenki aggódott érte. Testvére Néstor Miranda, Ivo apja. Ő tudta egyedül az igazságot Mili édesanyjáról, aki valójában Rosario nővér egy másik városi zárdában. Magyar hangja: először Versényi László, majd Makay Sándor.
- Andrea Ramos (Mariana Arias): Világéletében azt hitte, hogy csak a pénz és a hatalom fontos. Épp ezért lett Ivo, Federico, Damián majd Pablo és Ripetti szeretője is. Damiánt az oltárnál hagyta ott, akit cselszövése miatt Martha is faképnél hagyott. Ivoért küzdött, miután ő szakított vele. Pablóval többször állítottak csapdát Mili és Ivo számára. Angélica a keresztanyja és Luisa tanította meg „hölgyként” viselkedni. Nagyon jól tud hazudni, többször is láthattuk. Az utolsó epizódban mond fel, mint titkárnő a Di Carlo Épületeknél. Egy amerikai céghez megy, de marad Buenos Aires-ben. Magyar hangja: Kocsis Mariann.
- Armando Osvaldo Ripetti (Jorge García Marino): Damián, később Pablo segítőtársa. A sorozatban néha eltűnik, de időről-időre visszatér. Felesége Clara de Ripetti. (Lita Soriano). Ripetti magyar hangja: Szokolay Ottó, feleségéé: Illyés Mari.
- Pilar (Florencia Ortiz): Ivo legelső barátnője, sokáig együtt voltak, míg a lány nem költözött Spanyolországba. Ivóval újra összejöttek, majd Pablóval elköltöztek Barcelonába. Később a sorozat vége felé visszatér. Luisa mindig is őt támogatta, anyagi javai miatt. Magyar hangja: Szénási Kata.
- Catalina nővér (Verónica Walfish): Mili és Gloria Pufók nővérnek szólítják adottsági miatt, de persze szeretetből. Egykoron szerelmi bánata volt, ezért (általában) kéretlen tanácsokkal látja el a lányokat. Mili Catalina nővér tanácsaival kergette rendszeresen az őrületbe Ivót. Magyar hangja: Némedi Mari.
- Tisztelendő anya (Ana María Caso): Ő és Manuel atya tudta csak Mili édesanyjának titkát. A történet közepe után nem sokkal meghal, miután feltűnik Mili állítólagos anyja. Magyar hangja: Bókai Mária.
- Sergio Costa Junior (Diego Ramos): Mili későbbi vőlegénye, Ivo ellensége. Ügyvéd, sorozatba kerülése idején még volt menyasszonya, Mili megismerése után szakít vele. Nagyapja, Sergio Costa Angélica asszony jó barátja. Angélica idősebb Sergiót, Sergio1-nek, a fiatalabbikat Sergio2-nek hívta. Magyar hangja: Széles László, később Lippai László.
- Florencia Rizzo de Di Carlo-Miranda (Paola Krum): Becenevén Flor. Ivo Felhőnek hívta. Ivo első felesége, tudott Luisa titkáról. Első férjét, Marcelót, a legjobb barátnőjével kapta rajta, ezért váltak el. Később kiderült az igazság és együtt mentek körbejárni a világot. Magyar hangja: Mezei Kitty.
- Marina Rizzo de Rapallo (Paula Siero): Pablo felesége, Florencia testvére. Férje abszolút nem bánt jól vele, valójában nem is szerette, előfordult, hogy várandósan meg is ütötte. Ezek után összecsomagolt és anyja tanácsára elköltözött a Di Carlo házból, majd megszületett fia, Augustin. Magyar hangja: Makay Andrea.
- Fabrizio Rizzo/Daniel Breyla (Gustavo Guillén): Florencia és Marina bátyja, a sorozat vége felé kezd szerepelni. Eleinte Mili ellen segédkezett az apjának (ezért kellett álnév), de beleszeret a lányba. Eddig Brazíliában élt, majd vissza is költözik, miután visszahozza Marinát Pablóhoz. Magyar hangja: Laklóth Aladár.
- Doménico Rizzo (Fernando Llosa): Maffiavezér, elvált feleségétől. 3 gyermeke van, Fabrizio, Florencia, Marina. Pablónak adja át a maffia főnökségét, aztán megrendezi saját halálát. Hamis halála után is fel-feltűnik, főleg miután Pablo nem igazán alkalmas a pozíciójára. Magyar hangja: Pálfai Péter.
- Néstor Miranda (Rodolfo Machado): Manuel atya testvére, Ivo valódi apja. Ő sem tudott róla, amíg fel nem vette újra a kapcsolatot Luisával. Nagyon régen voltak ők együtt, 16 éves korukban. Luisát várandósan adták hozzá Federicóhoz, mikor Néstor még csak egy olasz festő volt és nem gazdag üzletember. Ivóék végső eljegyzési partiján már új, jóval fiatalabb feleségével van jelen, akit Laurának hívnak. (Coni Mariño). Néstor magyar hangja: Tolnai Miklós. Felesége magyar hangja: Kiss Erika.
- Rosario Albertini (Marita Ballesteros): Röviden Rosi. A maffia béreli fel, hogy eljátssza Mili édesanyját, de Rosi maga ismeri be tettét. Damiánnal mennek külföldre a hatóságok elől. Magyar hangja: Fazekas Zsuzsa.
- Carolina Domínguez (Lorena Meritano): Caro, csak becenevén. Pablo kérésére játssza el a mérnököt, hogy így csalja csapdába Ivót. Terve nem sikerül, ezzel együtt Carolina is távozik. Magyar hangja: Juhász Judit.
- Gustavo Marías (Roberto Fiore): Doménico Rizzo jobbkeze, aztán Pablónak segít. Marina és Florencia pótapja. Magyar hangja: Dobránszky Zoltán.
- Lydia (Patricia Rozas): Gloria igazi édesanyja, aki kiskorában ott hagyta a kolostorban, hogy jobb élete lehessen. Férje Fransisco lesz, akitől Gloria született. Férje fiát, Gamúzát is gyermekeként szereti.. Magyar hangja: Andresz Kati.
- Francisco (Emilio Bardi): Gloria és Gamúza apja, Lydia későbbi férje. Magyar hangja: Kassai Károly, majd F. Nagy Zoltán.
- Romina (Claudia Albertario): Victoria barátnője. Magyar hangja: Mezei Kitty, később Roatis Andrea.
- Jazmín (Jazmín Rodriguez): Ő is Victoria barátnője. Magyar hangját nem ismerjük.
- Ana (Isabel Macedo): Szintén Vicky barátnője. Magyar hangja ismeretlen.
- Juan Cruz Baigora (Roberto Antier): Victoriát készülte elvenni, de az esküvő napján kiderült, hogy felesége és kisfia van, így esküvő helyett keresztelőt tartott Vicky. A keresztanya ő, a keresztapa Rocky lett. Magyar hangja: Szőke Zoltán.
- Alfredo Astigeta (Arturo Bonín): Bobby apja, felesége Milena (Regina Lamm). Pszichológus, Rómába költözött miután elváltak feleségével. Milena Federicóval csalta őt, míg Alfredo Luisával folytatott viszonyt. Bobby-n kívül van egy lánya is, Melanie. Magyar hangjuk ismeretlen.
- Julio (Eduardo Nutkiewitz): Valószínűleg Martha igazi apja, többször feltűnt Soccorrót keresve, aki fiatalkorában táncosnőként dolgozott, de elcsábította egy férfi és teherbe esett, de amikor ezt a férfi meg tudta elhagyta őt. Magyar hangja: Hankó Attila.
- Fernando (David Masajnik): Fiatalabb Sergio legjobb barátja, egy ideig Linával randiznak. Testvéréhez költözik Izraelbe. Magyar hangja: Megyeri János.
- Facundo Damían Caruso (Pablo Patlis): Damián béreli fel, hogy játssza el Federico törvénytelen gyermekét a sorozat elején, akinek ilyenkor még nem tudták a nemét. Damián terve ezzel a pénzszerzés volt. Magyar hangja: Fekete Zoltán.
- Rubén Benjano: A Di Carlo család orvosa. Magyar hangja és a színész egyelőre ismeretlen.
- Aguirre nyomozó (Claudio Garófalo): Angélica szerződtette, hogy keresse meg neki az ismeretlen unokáját. Miután rátalált Federico lefizette, hogy ne az igazságot mondja el, de Mili megfenyegette a nyomozót. Ám az igazság akkor sem így derült ki. Magyar hangja: Juhász György.
- Claudia Maradona (Claudia Maradona): Önmagát alakítja, amikor a 98. részben Mili megmenti a gyermekeit a lopástól. Ajándékba találkozhat a férje barátjával, Batistutával. Magyar hangja: Biró Anikó. Gyermekeiket is mutatják.
- Gabriel Batistuta (Gabriel Batistuta): Önmagát játssza. Mili készít vele interjút. Magyar hangja: Csőre Gábor.

|  | Itt a vége a cselekmény részletezésének! |

## Érdekességek
- Natalia Oreiro (Mili) és Facundo Arana (Ivo) a Te vagy az életem (Sos mi vida) c. telenovellában ismét egy párt alakítanak. Illetve Marcelo (Rocky) is szerepel a sorozatban.
- Egyes források szerint a Kachorra – az ártatlan szökevény férfi főszereplője is Facundo lett volna, ám ezt az ajánlatot visszautasította.
- Natalia Oreiro Amanda O című sorozatában ismét együtt játszik Valeria Lorcával (Vad angyal: Martha) és Marcelo Mazzarellóval (Vad angyal: Rocky, Te vagy az életem: Miguel).
- Natalia Oreiro a Kachorra – az ártatlan szökevény című sorozatban ismét együtt játszott a Ramónt alakító Gino Rennivel" és Marthát alakító Valeria Lorcával.
- Facundo Arana a Yago című sorozatban ismét együtt játszott a Damiánt alakító Norberto Díazzal.
- Natalia Oreiro, Segundo Cernadas (Pablo), Florencia Ortiz (Pilar), Paula Siero (Marina) és Coni Mariño (Laura) korábban már játszottak együtt együtt játszottak a 90-60-90 modelos című telenovellában.
- Natalia Oreiro , Segundo Cernadas, Norberto Díaz és Diego Ramos (Sergio) korábban már játszottak együtt a Híresek és gazdagok című telenovellában.
- A Vad angyal történetének sarkalatos pontjai meglepő hasonlóságot mutatnak a Celeste c. sorozat cselekményével. Ennek oka az, hogy mindkét telenovellát Enrique Torres írta.
- Ugyancsak érdekes, hogy a Celeste c. sorozatban is játszik Arturo Maly (Federico) és Rodolfo Machado (Néstor), de pont fordított szerepben; ott ugyanis Arturo Maly játssza a főhős anyjának szeretőjét (és ebből kifolyólag ő gyermekének valódi apja), és Rodolfo Machado a főhősnő édesapját.
- A sorozat sokkal rövidebbre volt tervezve, ám mivel nagy sikernek örvendett a nézők körében, az alkotók tovább szőtték a szálakat, és új szereplőket írtak bele a történetbe, jelentősen meghosszabbítva ezzel a telenovellát.
- A Victoriát alakító Verónica Vieyra még a Vad angyal forgatása közben szerepet kapott a Lucecita (Cabecita) sorozatban, így a szereplőt a sorozat vége felé ki kellett írni, hogy el tudja vállalni a szerepet. A sorozatban a Damiánt alkító Norberto Diaz is szerepelt.
- A Lucecita nevű teleregényt a Vad angyal sikerei miatt írták, így nem véletlen, hogy a forgatókönyv íróknak Enrique Torrest és Raúl Lecounát kérték fel, akik a Vad angyalnál is dolgoztak.
- A széria indiai változata Mili címen ismert.
- A 2007-ben bemutatott mexikói remake címe: Pokolba a szépfiúkkal! (Al Diablo con los Guapos).
- A való életben Isabel Macedo (Ana) és Facundo Arana 10 évig együtt éltek, a sorozat forgatása alatt is, egészen 2006-ig.
- Victoria Rocky-t Morgannak hívta, miután egyszer látta a Miss Daisy sofőrje című filmet, ami valóban híres 4 Oscar-díjjal és 3 Golden Globe-díjjal jutalmazták.
- Amelia Vargas és Lalo Fransen is szerepeltek a sorozatban, a diszkóban léptek fel.

## Díjak
- Martin Fierro-díj a Legjobb Telenovella kategóriában (1998)
- Martin Fierro-díj a Legjobb Telenovella kategóriában (1999)